# Königskrug (Braunlage)
Königskrug ist ein Ortsteil der Stadt Braunlage (Landkreis Goslar in Niedersachsen).

## Lage
Der Ortsteil liegt an der B 4 / B 242 im Oberharz auf etwa 750 Metern Höhe zwischen Oderbrück dreieinhalb Kilometer nordwestlich und Braunlage dreieinhalb Kilometer südöstlich. Direkt an der Bundesstraße befindet sich nur der Gasthof Königskrug. Nordöstlich im Wald schließen sich daran eine Reihe von Skiunterkünften an. Mehrere hundert Meter südwestlich vom Gasthof an der alten Bundesstraße liegt schließlich das Schullandheim Königskrug.

## Tourismus
Königskrug ist der Ausgangspunkt zahlreicher Wanderwege und Loipen. Allein drei davon führen zu dem nur wenige Kilometer entfernten Achtermann. Noch schneller sind die Hahnenkleeklippen von Königskrug aus zu erreichen. Von dort geht es weiter zum Silberteich. Längere Wanderwege führen zum Oderteich, über die Bärenbrücke zum Wurmberg, über den Dreieckigen Pfahl zum Brocken und über Oderbrück nach Torfhaus. Auf vielfältige Weise kann man auch von Königskrug in den Kernort Braunlage wandern.

## Geschichte
Bei Königskrug liegen die Bodenreste des Neuen Schlosses, einer spätmittelalterlichen Turmburg, die mit 755 m ü. NN die höchstgelegene Burg in Niedersachsen war. An der früheren Burgstelle befindet sich eine Informationstafel.